# Élections locales écossaises de 2003 à East Ayrshire
Pour un article plus général, voir Élections locales écossaises de 2003.

Les élections locales écossaises de 2003 à East Ayrshire se sont tenues le 1er mai 2003.

## Composition du conseil
Majorité absolue : 17 sièges
| Parti        | Sièges  |
| ------------ | ------- |
| Travailliste | 23 / 32 |
| SNP          | 8 / 32  |
| Conservateur | 1 / 32  |